# GNU arch
GNU arch is een open source gedistribueerd revisiecontrolesysteem.
Het project werd in 2001 gestart door Thomas Lord onder de naam larch. Het bestond oorspronkelijk uit shellscripts en wrappers rond bibliotheken die Lord had geschreven. In 2004 werd de client herschreven in C. In 2005 trok Lord zich terug van het project en nam Andy Tai het stokje van hem over. Drie jaar later verscheen de laatste versie en gaf Tai aan niet langer actief te werken aan GNU arch.